# Giuseppe De Luca (football)
Pour les articles homonymes, voir Giuseppe De Luca et De Luca.
Giuseppe De Luca, né le 11 octobre 1991 à Varèse en Italie, est un footballeur italien évoluant au poste d'attaquant au Catane SSD.

## Biographie

### En club
Formé à l'AS Varèse, club de sa ville natale, il y fait ses débuts professionnels le 9 novembre 2010 lors de la 14e journée de Serie B face à l'US Grosseto en remplaçant Marco Cellini à la 61e minute de jeu (match nul 0-0). Le 19 mars 2011, alors qu'il remplace Alessandro Carrozza à la 31e minute de jeu, il inscrit son premier but chez les professionnels face à l'US Triestina. Cette saison, il termine 4e de Serie B participe aux play-offs avec l'AS Varèse et dispute 12 matches pour 2 buts inscrits toutes compétitions confondues. Il atteint également la finale du championnat primavera sous les ordres de Devis Mangia face à l'AS Rome (défaite 3-2).
La saison suivante, l'attaquant devient titulaire à part entière du club lombard et participe à 38 matches de championnat, inscrivant 11 buts. L'AS Varèse se classe à la 5e place en Serie B et dispute une nouvelle fois les plays-offs, échouant en finale face à l'UC Sampdoria.
Giuseppe De Luca est transféré à l'Atalanta Bergame le 30 août 2012. Il y fait ses débuts en Serie A le 15 septembre 2012 lors de la 3e journée de championnat face à l'AC Milan en remplaçant Giacomo Bonaventura à la 77e minute (victoire 0-1). Il inscrit son premier but sous ses nouvelles couleurs le 4 novembre 2012 contre l'UC Sampdoria sur une passe décisive de Germán Denis (victoire 1-2).

### En sélection
Giuseppe De Luca fait ses débuts le 25 mars 2010 avec l'équipe d'Italie des moins de 20 ans en match amical face à la Suisse en tant que titulaire (défaite 1-0).
Le 25 avril 2012, il est sélectionné pour la première fois en équipe d'Italie espoirs par Ciro Ferrara lors d'un match amical face à l'Écosse (victoire 1-4).

## Palmarès
AS Varèse
- Championnat primavera
  - Finaliste : 2011.

## Statistiques
| Saison                | Club                  | Championnat           | Championnat | Championnat | Coupe(s) nationale(s) | Coupe(s) nationale(s) | Total | Total |
| Saison                | Club                  | Division              | M.          | B.          | M.                    | B.                    | M.    | B.    |
| 2010–2011             | AS Varèse             | Serie B               | 9+2         | 1+1         | 1                     | 0                     | 12    | 2     |
| 2011–2012             | AS Varèse             | Serie B               | 34+4        | 10+1        | 0                     | 0                     | 38    | 11    |
| 2012–2013             | AS Varèse             | Serie B               | 1           | 0           | 1                     | 0                     | 2     | 0     |
| 2012–2013             | Atalanta Bergame      | Serie A               | 18          | 2           | 2                     | 1                     | 20    | 3     |
| 2012–2013             | Atalanta Bergame      | Serie A               | 6           | 1           | 2                     | 2                     | 8     | 3     |
| Total sur la carrière | Total sur la carrière | Total sur la carrière | 74          | 16          | 6                     | 3                     | 80    | 19    |